# Ombretta Colli

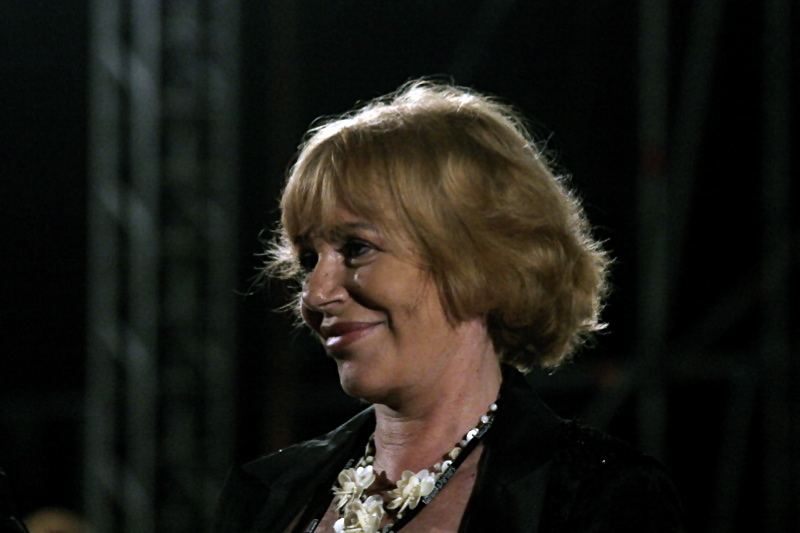
Ombretta Colli (2007)

Ombretta Colli (eigt. Ombretta Comelli; * 21. September 1943 in Genua) ist eine italienische Schauspielerin, Sängerin und Politikerin (Popolo della Libertà).

## Leben
Colli wurde beim Wettbewerb zur Miss Italia im Jahr 1960 Zweite und begann daraufhin zunächst eine Kabarettsängerinnen- und anschließend eine Filmkarriere; bis zum Jahr 1967 drehte sie rund zehn Filme – kommerzielle Abenteuerware ohne sonderliche Meriten oder Fehler. In den folgenden Jahrzehnten nahm sie (bis 1989) immer wieder die eine oder andere Rolle an, wobei sie auch unter Pseudonymen spielte. Ihre Theaterkarriere war episodischer, aber immer interessanter Natur: Ende der 1970er Jahre z. B. neben Christian De Sica, zwei Jahre Erfolg Ende der 1980er Jahre mit A che servano gli uomini. Ebenfalls gelegentlich nahm Colli Fernsehengagements an, so 1970 eine Zusammenarbeit mit ihrem Mann Giorgio Gaber und Gino Bramieri, 1975 mit Paolo Villaggio und 1983 als Moderatorin von Passa parole. Neun Jahre später übernahm sie die Sendung Gelosia.
Mit Ende der 1960er Jahre verlegte sie sich auf die Musik – ein erster Hit, populär durch die Sendung Canzonissima, war La mia mamma – und nahm etliche erfolgreiche Platten auf, was sie bis Mitte der 1980er Jahre verfolgte. Anschließend ging sie in die Politik und für die Forza Italia ins Europaparlament, wo sie von 1994 bis 1999 die Interessen Italiens vertrat. Parallel dazu gehörte sie 1994 bis 1996 dem italienischen Parlament an; 1999 wurde sie Präsidentin der Provinz Mailand. Eine Anklage wegen Korruption stoppte im November 2004 ihre weitere Laufbahn. Von April 2006 bis Mai 2012 war sie jedoch wieder Mitglied des Senats.
Von 1965 bis zu seinem Tod im Jahr 2003 war sie mit Giorgio Gaber verheiratet.

## Filmografie (Auswahl)
- 1962: Der Gladiator von Rom (Il gladiatore di Roma)
- 1963: Der Tiger von Sardes (Goliath e la schiava ribelle)
- 1963: Sohn des Spartacus (Il figlio di Spartacus)
- 1964: Der Herr der gelben Hölle (I predoni della steppa)
- 1964: Marco – der Unbezwingbare (Maciste alla corte dello zar)
- 1965: Orion-3000 – Raumfahrt des Grauens (Il pianeta errante)
- 1967: Dämonen aus dem All (La morte viene dal pieneta Aydin)
- 1980: Die Terrasse (La terrazza)
- 1980: Der Kuckuck (Il lupo e l'agnello)

## Diskografie
- Viva l'ammore! (1971)
- Una donna due donne un certo numero di donne (1975)
- A Marilyn (1983)
- Una donna tutta sbagliata (1984)